# 1705 en musique classique
| \| • Retour à la chronologie générale de la musique classique • \| |
| Grèce • Rome • Haut Moyen Âge • VIIIe siècle • IXe siècle • Xe siècle • XIe siècle XIIe siècle • XIIIe siècle • XIVe siècle • XVe siècle • XVIe siècle • XVIIe siècle XVIIIe siècle • XIXe siècle • XXe siècle • XXIe siècle |
| • Retour à la chronologie générale de la musique classique • |

| Années en musique classique : 1702 - 1703 - 1704 - 1705 - 1706 - 1707 - 1708    |
| Décennies en musique classique : 1670 - 1680 - 1690 - 1700 - 1710 - 1720 - 1730 |

## Événements
- 8 janvier : Almira, premier opéra de Georg Friedrich Haendel, créé à Hambourg.
- 15 janvier : Alcine, tragédie lyrique d’André Campra, est présentée à Paris.
- 25 février : Nero, opéra de Haendel.
- 1er août : Octavia, opéra de Reinhard Keiser, créé à Hambourg.

## Œuvres
Date indéterminée
- Boertige en ernstige minnezangen, de David Petersen.
- Livre de sonates en trio, de Jean-François Dandrieu.
- Opus I (12 sonates en trio), de Vivaldi.
- Pièces de clavecin, de Gaspard Le Roux.

## Naissances

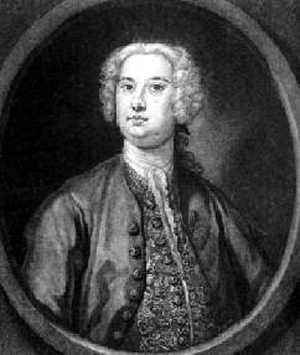
Giovanni Carestini

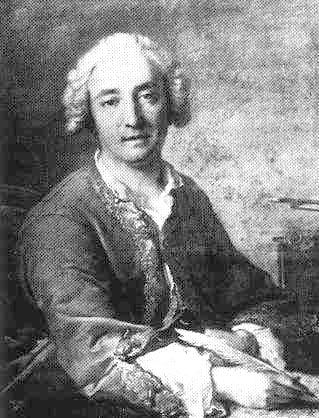
Royer composant Zaïde

- 24 janvier : Farinelli, castrat italien († 16 septembre 1782).
- 20 février : Nicolas Chédeville, compositeur français († 6 août 1782).
- 7 juillet : Filippo Finazzi, compositeur italien, chef d’orchestre et chanteur d'opéra.
- 19 septembre :
  - Henri-Jacques de Croes, compositeur belge († 16 août 1786).
  - Marguerite-Antoinette Couperin, claveciniste française († 1778).
- 28 septembre : Johann Peter Kellner, compositeur allemand († 19 avril 1772).
- novembre : Louis Archimbaud, organiste et compositeur français († 13 mai 1789).
- 5 novembre : Louis-Gabriel Guillemain, compositeur et violoniste français († 1er octobre 1770).
- 13 décembre : Giovanni Carestini, castrat d’opéra italien († vers 1760).
- 20 décembre : Antonio Palomba, librettiste italien († 1769).

Date indéterminée
- Rinaldo di Capua, compositeur italien († ca 1780).
- Joseph Nicolas Pancrace Royer, compositeur et claveciniste français († 11 janvier 1755)
- Nicola Sabatino, compositeur napolitain († 4 avril 1796).

Vers 1705
- César François Clérambault, organiste français († 1760).

## Décès
- 5 février : Jean Gilles, compositeur français (° 8 janvier 1668).
- février : Pierre Beauchamp, maître de danse français (° 30 octobre 1631).
- 17 avril : Johann Paul von Westhoff, compositeur allemand et violoniste (° 1656).
- 1er juillet : Giovanni Andrea Angelini Bontempi, compositeur, castrat et musicographe italien (° 1624).